# Square Gabriel-Pierné
Square Gabriel-Pierné è uno spazio verde situato nel VI arrondissement di Parigi. 

## Situazione e accessi

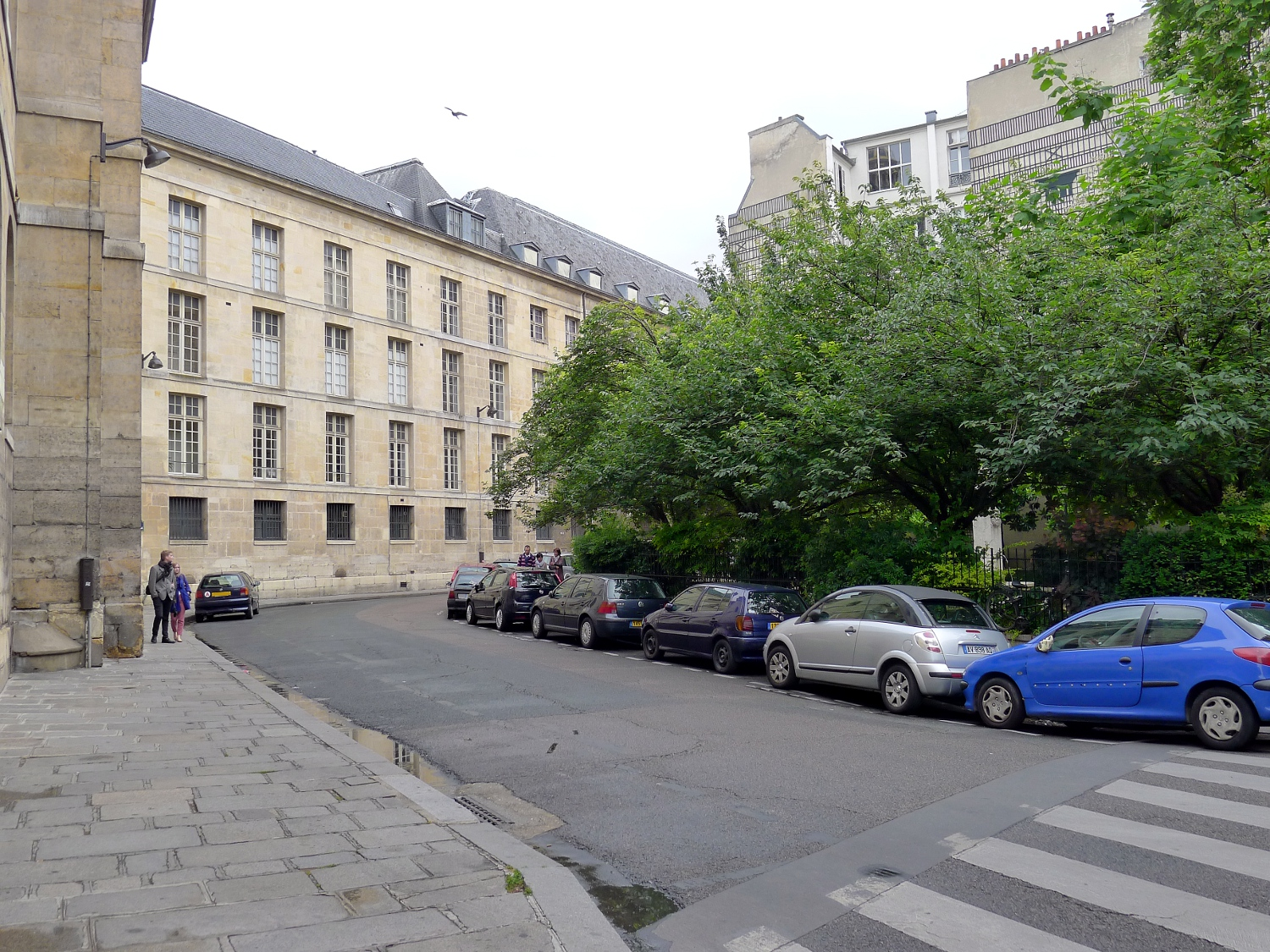
La piazza vista dalla rue Mazarine.

Square Gabriel-Pierné è situato all'incrocio tra la rue Mazarine (via Mazzarino) e la rue de la Seine (via della Senna), proprio dietro alla cappella del collegio delle Quattro Nazioni. La piazzetta, che venne inaugurata ufficialmente nel 1938, è, assieme alla square Honoré-Champion, una delle due piazze situate presso l'istituto di Francia.

## Trasporti
La piazza è servita dalla linea 7 della metropolitana con la stazione Pont Neuf, dalla linea 4 con la stazione Saint-Germain-des-Prés e dalla linea 10 con la stazione Mabillon.

## Origine del nome
La piazzetta è intitolata al compositore francese Gabriel Pierné (1863-1937).

## Monumenti
Malgrado le sue piccole dimensioni (644 m2), lo square Gabriel-Pierné presenta alcuni monumenti:
- La fontana del Marché-aux-Carmes (Fontaine du Marché-aux-Carmes), realizzata da Alexandre-Évariste Fragonard nel 1830.[4] La fontana venne collocata nella piazza nel 1930 e divenne un monumento storico nel 1952;
- la scultura Carolina di Marcello Tommasi, installata nel 1968;[5][6]
- un albero di catalpa classificato come "albero notevole della Francia" per le sue dimensioni che, nel 2011, raggiungevano i 15 metri d'altezza e i 2,60 di circonferenza.[1][5]

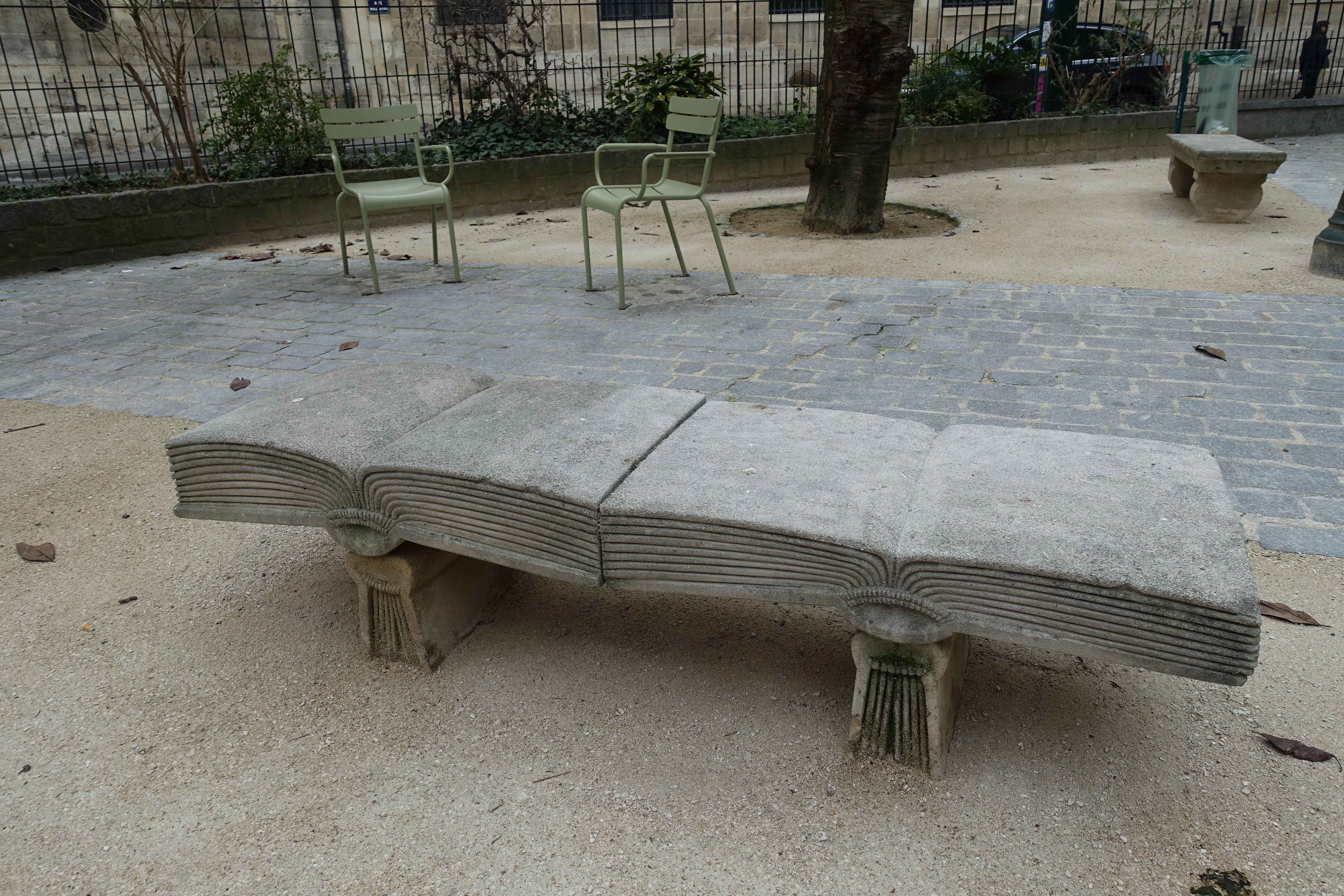
Una delle panchine a forma di libro situate nella piazza.

Lo spazio verde è anche noto per alcune panchine aventi la forma di un libro aperto.